# Keya Paha County
Keya Paha County is een county in de Amerikaanse staat Nebraska.
De county heeft een landoppervlakte van 2.003 km² en telt 983 inwoners (volkstelling 2000). De hoofdplaats is Springview.

## Bevolkingsontwikkeling

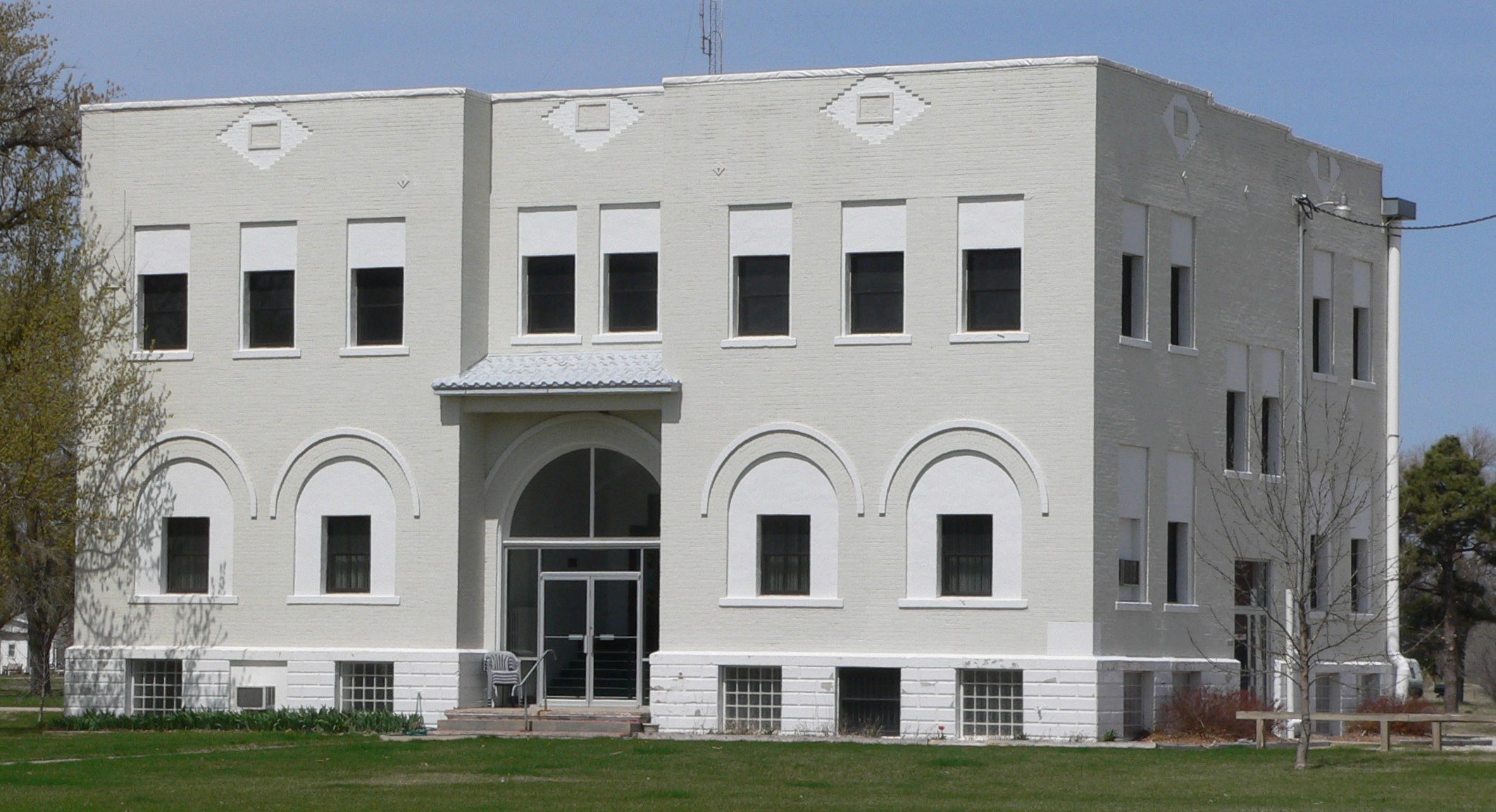
Keya Paha County Courthouse